# Жупча
Жупча је насељено мјесто у Босни и Херцеговини у општини Бреза које административно припада Федерацији Босне и Херцеговине. Према попису становништва из 1991. у насељу је живјело 1.560 становника.

## Становништво
| Националност       | 1991.          | 1981.          | 1971.          |
| Муслимани          | 1.488 (95,38%) | 1.388 (93,46%) | 1.372 (98,42%) |
| Срби               | 33 (2,11%)     | 14 (0,94%)     | 7 (0,50%)      |
| Хрвати             | 0              | 0              | 2 (0,14%)      |
| Југословени        | 19 (1,21%)     | 75 (5,05%)     | 8 (0,57%)      |
| остали и непознато | 20 (1,28%)     | 8 (0,53%)      | 5 (0,35%)      |
| Укупно             | 1.560          | 1.485          | 1.394          |